# NGC 862
NGC 862 is een elliptisch sterrenstelsel in het sterrenbeeld Phoenix. Het hemelobject werd op 5 september 1834 ontdekt door de Britse astronoom John Herschel.

## Synoniemen
- PGC 8487
- ESO 298-20
- MCG -7-5-12
- AM 0211-421